# Agathia intercissa
Agathia intercissa là một loài bướm đêm trong họ Geometridae.